# Santino Ferrucci
Santino Ferrucci (ur. 31 maja 1998 roku w Woodbury) – amerykański kierowca wyścigowy.

## Życiorys

### Początki kariery
Ferrucci rozpoczął karierę w wyścigach samochodowych w 2012 roku od startów w edycji zimowej serii SBF2000, gdzie został sklasyfikowany na jedenastym miejscu. Rok później w F2000 Championship Series czterokrotnie stawał na podium. Uzbierane 288 punktów dało mu piątą pozycję w końcowej klasyfikacji kierowców.

### Formuła 3
Na sezon 2014 Holender podpisał kontrakt z włoską ekipą EuroInternational na starty w Europejskiej Formule 3 oraz w ATS Formel 3 Cup. W październiku zmienił zespół na Fortec Motorsport. W edycji europejskiej wystartował łącznie w dwudziestu wyścigach. Uzbierał łącznie 24 punkty, co wystarczyło na dziewiętnaste miejsce w końcowej klasyfikacji kierowców. W Niemczech stanął raz na podium. Z dorobkiem 33 punktów uplasował się na dziesiątej pozycji w klasyfikacji generalnej. Wystartował także gościnnie w trzech wyścigach Brytyjskiej Formuły 3, w których odniósł dwa zwycięstwa.
W przerwie zimowej Amerykanin postanowił wziąć udział w mistrzostwach Toyota Racing Series. Reprezentując zespół Giles Motorsport, Santino sześciokrotnie stawał na podium, a podczas jednego z wyścigów na torze Manfeild Autocourse odniósł jedyne zwycięstwo. Zdobyte punkty sklasyfikowały go na 3. miejscu.
We właściwej części sezonu Ferrucci etatowym zawodnikiem niemieckiej ekipy Mücke Motorsport. Najlepszy weekend odnotował na belgijskim torze Spa-Francorchamps, gdzie w pierwszym wyścigu był czwarty (uzyskał najszybsze okrążenie), natomiast w drugim stanął na średnim stopniu podium. Punktując w 17 z 33 startów zmagania zakończył na 11. miejscu w klasyfikacji generalnej. W listopadzie wystartował jeszcze w prestiżowym Grand Prix Makau. Z każdym dniem Amerykanin notował progresję wyników. Po starcie z jedenastej pozycji w wyścigu kwalifikacyjnym zdołał przesunąć się na siódmą lokatę. W niedzielnej rywalizacji zdołał jeszcze awansował na szóste miejsce.

### Seria GP3
W sezonie 2016 podpisał kontrakt z debiutującą w serii GP3 utytułowanym francuskim teamem DAMS na starty w tej serii.

## Wyniki

### GP3
| Legenda oznaczeń w tabelach wyników Wyświetl szablon na nowej stronie | Legenda oznaczeń w tabelach wyników Wyświetl szablon na nowej stronie                                                                     |
| Oznaczenie                                                            | Wyjaśnienie |
| --------------------------------------------------------------------- | --- |
| Złoty                                                                 | Zwycięzca lub mistrzostwo |
| Srebrny                                                               | 2. miejsce lub wicemistrzostwo |
| Brązowy                                                               | 3. miejsce lub II wicemistrzostwo |
| Zielony                                                               | Ukończył, punktował (w klasyfikacji generalnej, gdy zdobył co najmniej jeden punkt na przestrzeni sezonu, poza trzema powyższymi opcjami) |
| Niebieski                                                             | Ukończył, nie punktował (w klasyfikacji generalnej, gdy nie zdobył co najmniej jednego punktu na przestrzeni sezonu)                      |
| Czerwony                                                              | Nie zakwalifikował się (NZ) |
| Czerwony                                                              | Nie prekwalifikował się (NPK) |
| Różowy                                                                | Nie ukończył (NU) |
| Różowy                                                                | Niesklasyfikowany (NS) (w klasyfikacji generalnej, gdy nie został sklasyfikowany w żadnym wyścigu sezonu)                                 |
| Czarny                                                                | Zdyskwalifikowany (DK) |
| Czarny                                                                | Wykluczony (WYK/EX) |
| Biały                                                                 | Nie wystartował (NW) |
| Biały                                                                 | Kontuzjowany (K/INJ) |
| Biały                                                                 | Wyścig odwołany (OD/C) |
| Bez koloru                                                            | Został wycofany (WYC/WD) |
| Bez koloru                                                            | Nie przybył (NP/DNA) |
| Bez koloru                                                            | Nie brał udziału w treningach (NT/DNP) |
| Bez koloru                                                            | Nie został zgłoszony (–) |
| Pogrubienie                                                           | Start z pole position |
| Kursywa                                                               | Najszybsze okrążenie wyścigu |
| †                                                                     | Nie ukończył, ale jego rezultat został zaliczony ze względu na przejechanie więcej niż 90% dystansu wyścigu.                              |
| *                                                                     | Sezon w trakcie |
| 1/2/3                                                                 | Punktowana pozycja w sprincie kwalifikacyjnym                                                                                             |
| Lista systemów punktacji Formuły 1                                    | |

| Rok  | Zespół | Wyniki w poszczególnych eliminacjach | Wyniki w poszczególnych eliminacjach | Wyniki w poszczególnych eliminacjach | Wyniki w poszczególnych eliminacjach | Wyniki w poszczególnych eliminacjach | Wyniki w poszczególnych eliminacjach | Wyniki w poszczególnych eliminacjach | Wyniki w poszczególnych eliminacjach | Wyniki w poszczególnych eliminacjach | Wyniki w poszczególnych eliminacjach | Wyniki w poszczególnych eliminacjach | Wyniki w poszczególnych eliminacjach | Wyniki w poszczególnych eliminacjach | Wyniki w poszczególnych eliminacjach | Wyniki w poszczególnych eliminacjach | Wyniki w poszczególnych eliminacjach | Wyniki w poszczególnych eliminacjach | Wyniki w poszczególnych eliminacjach | Punkty | Pozycja |
| ---- | ------ | ------------------------------------ | ------------------------------------ | ------------------------------------ | ------------------------------------ | ------------------------------------ | ------------------------------------ | ------------------------------------ | ------------------------------------ | ------------------------------------ | ------------------------------------ | ------------------------------------ | ------------------------------------ | ------------------------------------ | ------------------------------------ | ------------------------------------ | ------------------------------------ | ------------------------------------ | ------------------------------------ | ------ | ------- |
| 2016 | DAMS   | ESP                                  | ESP                                  | AUT                                  | AUT                                  | GBR                                  | GBR                                  | HUN                                  | HUN                                  | GER                                  | GER                                  | BEL                                  | BEL                                  | ITA                                  | ITA                                  | MAL                                  | MAL                                  | ARE                                  | ARE                                  | 36     | 12      |
| 2016 | DAMS   | 15                                   | 11                                   | 15                                   | 10                                   | 18                                   | 4                                    | 15                                   | 11                                   | 9                                    | 4                                    | 7                                    | 3                                    | 19                                   | 11                                   | NU                                   | NU                                   | 9                                    | 15                                   | 36     | 12      |

### Podsumowanie
| Sezon     | Seria                                        | Zespół             | Wyścigi | Zwycięstwa | PP | NO | Podium | Punkty | Pozycja |
| --------- | -------------------------------------------- | ------------------ | ------- | ---------- | -- | -- | ------ | ------ | ------- |
| 2012/2013 | SBF2000 (edycja zimowa)                      |                    | 10      | 0          |    |    | 2      | 246    | 11      |
| 2013      | F2000 Championship Series                    | HP-Tech Motorsport | 8       | 0          | 0  | 1  | 4      | 288    | 5       |
| 2014      | Europejska Formuła 3                         | EuroInternational  | 20      | 0          | 0  | 0  | 0      | 24     | 19      |
| 2014      | Europejska Formuła 3                         | Fortec Motorsports | 20      | 0          | 0  | 0  | 0      | 24     | 19      |
| 2014      | Niemiecka Formuła 3                          | EuroInternational  | 5       | 0          | 0  | 0  | 1      | 33     | 10      |
| 2014      | Brytyjska Formuła 3                          | Fortec Motorsports | 3       | 2          | 1  | 2  | 3      | 0      | NS†     |
| 2014      | Grand Prix Makau                             | Fortec Motorsports | 1       | 0          | 0  | 0  | 0      | N/A    | 8       |
| 2015      | Toyota Racing Series                         | Giles Motorsport   | 16      | 1          | 0  | 2  | 6      | 765    | 3       |
| 2015      | Europejska Formuła 3                         | Mücke Motorsport   | 33      | 0          | 0  | 1  | 1      | 91     | 11      |
| 2015      | Grand Prix Makau                             | Mücke Motorsport   | 1       | 0          | 0  | 0  | 0      | N/A    | 6       |
| 2016      | Lamborghini Super Trofeo North America - Pro | Courtney Racing    | 2       | 2          | 2  | 1  | 2      | 0      | NS†     |
| 2016      | Seria GP3                                    | DAMS               | 18      | 0          | 0  | 0  | 1      | 36     | 12      |

† – Ferrucci nie był wliczany do klasyfikacji generalnej.